# Piotr Alkantary Donimirski
Piotr Alkantary Donimirski (ur. 1807 w Buchwałdzie, zm. 6 listopada 1887 w Czerninie koło Sztumu) – polski działacz społeczny, ziemianin, brat Teodora.
Studiował na uniwersytecie w Kolonii. W 1848 założył wraz z bratem Ligę Polską w Postolinie. Został jej dyrektorem na powiat sztumski. Udzielał się w założonym przez Teodora w 1865 Towarzystwie Rolniczym Ziemi Malborskiej.